# 柳沢保光
柳沢 保光（やなぎさわ やすみつ）は、江戸時代中期の大名。大和国郡山藩の第3代藩主。郡山藩柳沢家4代。2代藩主柳沢信鴻の長男。

## 年譜
- 1753年（宝暦3年） - 信鴻の長男として生まれる
- 1767年（明和4年） - 将軍家初御目見
- 1773年（安永2年） - 信鴻隠居、柳沢家相続
- 1787年（天明7年） - 大飢饉発生。城下町の民家を群衆が打ち壊し、米穀を奪い取る騒ぎとなった。
- 1811年（文化8年）：隠居
- 1817年（文化14年） - 卒、享年65

## 官位位階
- 1767年（明和4年） - 従五位下造酒正
- 1768年（明和5年） - 甲斐守
- 1779年（安永8年） - 従四位下